# Abchanchu
Abchanchu é um lendário vampiro boliviano que se transforma em um viajante idoso e indefeso. Quando um transeunte se oferece para ajudá-lo, Abchanchu o vitimiza e bebe seu sangue.